# Леви, Юнатан
Юнатан Леви (швед. Jonathan Levi; 23 января 1996, Глумслев, Швеция) — шведский футболист, вингер клуба «Ференцварош». Выступал за сборную Швеции.
Джонатан родился в семье итальянца и шведки.

## Клубная карьера
Леви начал карьеру в «Эскилсминне» и фарм-клубе «Хельингборга». В 2016 году он присоединился к «Ландскруне». В начале 2017 года Юнатан перешёл в «Эстер». 2 апреля в матче против «Фалькенберга» он дебютировал в Суперэттан. В этом же поединке Леви забил свой первый гол за «Эстер». Летом того же года Юнатан перешёл в норвежский «Русенборг». 5 августа в матче против «Кристиансунна» он дебютировал в Типпелиге.
16 января 2023 года Юнатан Леви пополнил ряды венгерского клуба «Академия Пушкаша».
17 июня 2025 года стал игроком венгерского клуба «Ференцварош».